# Klasyfikacja Ellisa
Klasyfikacja Ellisa dzieli urazy zębów na 9 klas:
1. I klasa – uszkodzenie korony zęba w obrębie szkliwa
2. II klasa – złamanie korony zęba obejmujące znaczną część zębiny, ale bez obnażenia miazgi
3. III klasa – złamanie korony zęba z obnażeniem miazgi ale bez utraty żywotności miazgi
4. IV klasa – uraz prowadzący do utraty żywotności miazgi (z lub bez złamania korony zęba)
5. V klasa – zwichnięcie zęba całkowite (wybicie zęba)
6. VI klasa – złamanie korzenia zęba (z uszkodzeniem korony lub bez)
7. VII klasa – zwichnięcie zęba częściowe (przemieszczenie zęba)
8. VIII klasa – złamanie korony zęba w okolicy szyjki zęba
9. IX klasa – uraz zęba mlecznego

Złamania klasy I leczy się remineralizacją, klasy II – przykryciem pośrednim miazgi a klasy III – zależnie od stanu miazgi – przykryciem bezpośrednim, amputacją częściową miazgi lub (jak złamania klasy IV) ekstyrpacją miazgi w znieczuleniu. Ząb wybity (klasa V) wymaga replantacji w zębodole (w zależności od czasu po urazie i środowiska przechowywania zęba) lub uzupełnienia protetycznego. W wyniku złamania klasy VI zwykle zachodzi konieczność ekstrakcji zęba lub resekcji wierzchołka korzenia. Złamanie klasy VII leczy się zachowawczo, protetycznie lub ortodontycznie. Ząb złamany w okolicy szyjki (klasa VIII) wymaga ekstrakcji bądź odbudowy protetycznej.